# NGC 2134
NGC 2134 ist ein offener Sternhaufen im Sternbild Mensa in der Großen Magellanschen Wolke.
Das Objekt wurde am 24. November 1834 von John Herschel entdeckt.